# Chrysochnoodes
Chrysochnoodes is een geslacht van wantsen uit de familie van de Miridae (Blindwantsen). Het geslacht werd voor het eerst wetenschappelijk beschreven door Odo Reuter in 1901.

## Soorten
Het genus bevat de volgende soorten:

- Chrysochnoodes bolognai Carapezza, 1994
- Chrysochnoodes breviceps Wagner, 1968
- Chrysochnoodes rufus Wagner, 1959
- Chrysochnoodes vestitus Reuter, 1901